# Antimonite
Em química, antimonite refere-se a um sal de antimônio(III), como NaSb(OH) 4 e NaSbO 2 (meta-antimonite), que pode ser preparado pela reação de álcali com trióxido de antimônio, Sb2O3. Estes são formalmente sais do ácido antimonoso, Sb(OH)3, cuja existência em solução é duvidosa. As tentativas de isolá-lo geralmente formam Sb2O3·xH2O, óxido de antimônio(III) hidratado, que lentamente se transforma em Sb2O3.
Em geologia, o mineral estibnita, Sb2S3, às vezes é chamado de antimonite .
Os antimonites podem ser comparados aos antimonatos, que contêm antimônio no estado de oxidação +5.